# 氟化镁
氟化镁，是一种无机化合物，化学式 MgF2。它是一种白色晶体，在很宽的波长范围里都是透明的，所以可用于空间望远镜中。它在天然中以稀有矿物氟镁石的形式存在。

## 性质
氟化镁是一种无色四方晶體或粉末，无味，难溶于水和醇，微溶于稀酸，溶于硝酸。在电光下加热呈弱紫色荧光，其晶体有良好的偏振作用，特别适于紫外线和红外光谱。有毒性。

## 制备
由菱镁矿（碳酸镁）与过量的氢氟酸在90～95°C下进行反应，再经过滤、洗涤、干燥、粉碎得到氟化镁成品。
{\displaystyle {\rm {\ MgCO_{3}+2HF\rightarrow MgF_{2}+H_{2}O+CO_{2}\uparrow }}}

## 用途
用作冶炼金属镁时的助熔剂、电解铝的添加剂、光学透镜镀膜、钛颜料的涂着剂、阴极射线屏的荧光材料等。